# Biziat
Biziat és un municipi francès situat al departament de l'Ain i a la regió d'Alvèrnia-Roine-Alps. L'any 2007 tenia 765 habitants.

## Demografia

### Població
El 2007 la població de fet de Biziat era de 765 persones. Hi havia 276 famílies de les quals 56 eren unipersonals (20 homes vivint sols i 36 dones vivint soles), 72 parelles sense fills, 124 parelles amb fills i 24 famílies monoparentals amb fills.
La població ha evolucionat segons el següent gràfic:
Habitants censats

### Habitatges
El 2007 hi havia 318 habitatges, 282 eren l'habitatge principal de la família, 18 eren segones residències i 18 estaven desocupats. 304 eren cases i 11 eren apartaments. Dels 282 habitatges principals, 217 estaven ocupats pels seus propietaris, 60 estaven llogats i ocupats pels llogaters i 5 estaven cedits a títol gratuït; 5 tenien dues cambres, 39 en tenien tres, 79 en tenien quatre i 159 en tenien cinc o més. 267 habitatges disposaven pel capbaix d'una plaça de pàrquing. A 101 habitatges hi havia un automòbil i a 166 n'hi havia dos o més.

### Piràmide de població
La piràmide de població per edats i sexe el 2009 era:
| Homes | Edats   | Dones |
| ----- | ------- | ----- |
| 0     | 95 o +  | 0     |
| 0     | 90 a 94 | 0     |
| 4     | 85 a 89 | 0     |
| 0     | 80 a 84 | 0     |
| 16    | 75 a 79 | 8     |
| 12    | 70 a 74 | 16    |
| 44    | 65 a 69 | 16    |
| 8     | 60 a 64 | 32    |
| 8     | 55 a 59 | 0     |
| 12    | 50 a 54 | 12    |
| 36    | 45 a 49 | 16    |
| 24    | 40 a 44 | 20    |
| 32    | 35 a 39 | 48    |
| 20    | 30 a 34 | 28    |
| 28    | 25 a 29 | 12    |
| 24    | 20 a 24 | 4     |
| 20    | 15 a 19 | 16    |
| 16    | 10 a 14 | 32    |
| 28    | 5 a 9   | 28    |
| 20    | 0 a 4   | 24    |

## Economia
El 2007 la població en edat de treballar era de 486 persones, 381 eren actives i 105 eren inactives. De les 381 persones actives 355 estaven ocupades (197 homes i 158 dones) i 26 estaven aturades (8 homes i 18 dones). De les 105 persones inactives 33 estaven jubilades, 43 estaven estudiant i 29 estaven classificades com a «altres inactius».

### Ingressos
El 2009 a Biziat hi havia 288 unitats fiscals que integraven 783,5 persones, la mediana anual d'ingressos fiscals per persona era de 17.726 €.

### Activitats econòmiques
Dels 28 establiments que hi havia el 2007, 7 eren d'empreses de construcció, 5 d'empreses de comerç i reparació d'automòbils, 2 d'empreses de transport, 1 d'una empresa d'informació i comunicació, 2 d'empreses financeres, 3 d'empreses immobiliàries, 5 d'empreses de serveis, 1 d'una entitat de l'administració pública i 2 d'empreses classificades com a «altres activitats de serveis».
Dels 8 establiments de servei als particulars que hi havia el 2009, 1 era un taller de reparació d'automòbils i de material agrícola, 1 paleta, 1 guixaire pintor, 3 fusteries, 1 electricista i 1 perruqueria.
L'any 2000 a Biziat hi havia 23 explotacions agrícoles que ocupaven un total de 1.020 hectàrees.

## Equipaments sanitaris i escolars
El 2009 hi havia una escola elemental integrada dins d'un grup escolar amb les comunes properes formant una escola dispersa.

## Poblacions més properes
El següent diagrama mostra les poblacions més properes.